# Crvena krasnica
Crvena krasnica (lat. Russula rosea) ili tvrda krasnica je vrsta jestive simbiontne gljive iz porodice Russulaceae.  Nije posebno cijenjena zbog smolaste konzistencije i gorkastog okusa. 

## Opis
Klobuk ove gljive je mesnat i vrlo tvrd, 5-15 cm širok. U početku je okruglast, poslije konveksan, a na kraju je više ili manje otvoren. Jarkocrvene je boje, a ponekada se nađu i plodna tijela s bijelim mrljama. Kožica se ne može oguliti. Klobuk je bez sjaja i neproziran. Listići su gusti, lomljivi i rastu prirasli stručku. Mliječnobijele su boje, ali su ponekada crvenkasti, posebno blizu ruba klobuka. Stručak je tvrd, pun i uglavnom kratak, 3-7 cm visok. Cilindričnog je oblika, a pri dnu je malo tanji. Uzdužno je naboran i manje-više crven ili ružičast. Meso je bijelo, tvrdo i lomljivo. Nema mirisa, a okus je lagano gorkast. 
Spore su u masi bijele, okruglastog oblika i vidljivo mrežaste, veličine 8-9x6-8 mikrometara.
Crvena krasnica raste najviše ljeti u listopadnim i crnogoričnim šumama, pojedinačno ili u manjoj grupi.

## Slične vrste
Moguća je zamjena s nekim krasnicama crvene boje. Krasnice crvene boje i manjih dimenzija s bijelim listićima su vrlo ljutog okusa i otrovne.

## Sinonimi
- Agaricus lacteus
- Russula lactea
- Russula lactea lactea
- Russula lepida
- Russula lepida alba
- Russula lepida lactea
- Russula linnaei

## Vanjske poveznice
|  | Zajednički poslužitelj ima još gradiva o temi crvena krasnica |
|  | Wikivrste imaju podatke o taksonu crvenoj krasnici            |